# Юрген Ваттенберг
Юрген Ваттенберг (нім. Jürgen Wattenberg; 28 грудня 1900, Любек — 27 листопада 1995, Гамбург) — німецький офіцер-підводник, капітан-цур-зее крігсмаріне.

## Біографія
1 квітня 1921 року вступив на флот. З жовтня 1938 року — навігаційний офіцер на важкому крейсері «Адмірал граф Шпее». Після загибелі крейсера 17 грудня 1939 року був інтернований уругвайською владою. В травні 1940 року повернувся в Німеччину і був переданий в розпорядження командування військово-морської станції «Нордзе». З липня 1940 року — офіцер зв'язку ВМС при начальнику комунікацій вермахту. З жовтня 1940 по березень 1941 року пройшов курс підводника, у квітні-липні — командирську практику на підводному човні U-103. З 9 вересня 1941 року — командир U-162, на якому здійснив 3 походи (разом 162 дні в морі). Ваттенберг став одним з найстаріших командирів підводних човнів: свій перший похід здійснив в 41 рік.
Всього за час бойових дій потопив 14 кораблів загальною водотоннажністю 82 027 тонн.
| Дата           | Назва корабля       | Тип               | Тоннаж | Вантаж | Екіпаж | Загинули | Країна             | Конвой |
| -------------- | ------------------- | ----------------- | ------ | --- | ------ | -------- | ------------------ | ------ |
| 24 лютого 1942 | White Crest         | Торговий пароплав | 4,365  | Вугілля і кокс | 47     | 47       | Британська імперія | ONS-67 |
| 30 квітня 1942 | Athelempress        | Тепловий танкер   | 8,941  | Баласт | 50     | 3        | Британська імперія | OS-25  |
| 1 травня 1942  | Parnahyba           | Торговий пароплав | 6,692  | 7500 тонн генеральних вантажів, включаючи каву, какао, насіння рицини і бавовну                                          | 72     | 7        | Бразилія           |        |
| 4 травня 1942  | Florence M. Douglas | Вітрильник        | 119    | Сіль | ?      | 0        | Британська імперія |        |
| 4 травня 1942  | Eastern Sword       | Торговий пароплав | 3,785  | 1550 тонн генеральних вантажів                                                                                           | 29     | 16       | США                |        |
| 7 травня 1942  | Frank Seamans       | Торговий пароплав | 4,271  | Боксити | 27     | 0        | Норвегія           |        |
| 9 травня 1942  | Mont Louis          | Торговий пароплав | 1,905  | Боксити | 21     | 13       | Канада             |        |
| 13 травня 1942 | Esso Houston        | Паровий танкер    | 7,699  | 81 701 барель мазуту | 42     | 1        | США                |        |
| 14 травня 1942 | British Colony      | Паровий танкер    | 6,917  | 9800 тонн адміралтейського мазуту                                                                                        | 47     | 4        | Британська імперія |        |
| 18 травня 1942 | Beth                | Тепловий танкер   | 6,852  | 10 109 тонн мазуту | 31     | 1        | Норвегія           |        |
| 19 серпня 1942 | West Celina         | Торговий пароплав | 5,722  | 6975 тонн генеральних вантажів, включаючи 4500 тонн марганцевої руди, 650 тонн слюди, 228 тонн гуми і 250 мавп на палубі | 44     | 1        | США                | TAW(S) |
| 24 серпня 1942 | Moena               | Торговий пароплав | 9,286  | Колоніальна продукція | 87     | 4        | Нідерланди         |        |
| 26 серпня 1942 | Thelma              | Тепловий танкер   | 8,297  | Баласт | 33     | 2        | Норвегія           |        |
| 30 серпня 1942 | Star of Oregon      | Торговий пароплав | 7,176  | 5000 тонн генеральних вантажів, 4000 тонн марганцевої руди і 20 тонн військових запасів                                  | 53     | 1        | США                |        |

3 вересня 1942 року U-162 був потоплений північно-східніше Тринідаду глибинними бомбами британських есмінців «Вімі», «Патфайндер» і «Квентін». 2 члени екіпажу загинули, 49 (включаючи Ваттенберга) були врятовані і взяті в полон. У вересні Вартенберг був доставлений в Форт-Гант, звідки 16 жовтня прибув в табір для військовополонених в Кроссвіллі. 27 січня 1944 року переведений в табір Папаго-Парк в Скоттсдейлі. 23-24 грудня 1944 року організував і очолив втечу 25 полонених. 28 січня 1945 року він був спійманий останнім. В лютому 1946 року був переведений в табір Шенкс в Оранджбурзі, звідки — в Мюнстер. 17 травня 1946 року звільнений. Пізніше став менеджером пивоварні Bavaria-St. Pauli в Любеку.

## Звання
- Кандидат в офіцери (1 квітня 1921)
- Фенріх-цур-зее (1 квітня 1923)
- Лейтенант-цур-зее (1 жовтня 1925)
- Оберлейтенант-цур-зее (1 липня 1927)
- Капітан-лейтенант (1 жовтня 1933)
- Корветтен-капітан (1 липня 1937)
- Фрегаттен-капітан (1 квітня 1941)
- Капітан-цур-зее (1 квітня 1943)

## Нагороди
- Медаль «За вислугу років у Вермахті» 4-го, 3-го і 2-го класу (18 років)
- Іспанський хрест в бронзі з мечами (6 червня 1939)
- Залізний хрест
  - 2-го класу (травень 1940)
  - 1-го класу (9 червня 1942)
- Нагрудний знак флоту (15 липня 1941)
- Нагрудний знак підводника (19 березня 1942)